# Dolina Katmandu
Dolina Katmandu (nevari jezik: नेपाः स्वनिगः Nepāḥ Svanigaḥ; nepalski jezik: काठमाडौँ उपत्यका) se nalazi u središnjem Nepalu, na raskrižju drevnih civilizacija Azije, i sadrži najmanje 130 važnih spomenika, uključujući i nekoliko hodočasničkih mjesta za hinduiste i budiste. Sedam skupina ovih spomenika je upisano na UNESCO-ov popis mjesta svjetske baštine u Aziji i Oceaniji. Njih čine spomenici i građevine koje prikazuju cijeli niz povijesnih i umjetničkih dostignuća po kojima je Dolina Katmandu poznata: Durbar trgovi u Katmandu (Hanuman Dhoka), Patanu i Bhaktapuru; dvije budističke stupe u Katmanduu: Swayambhunath i Bauddhanath; i hinduistički hramovi u Katmanduu: Pashupati (slika desno) i Changu Narayan.
- Trg Durbar u Katmanduu
- Trg Durbar u Patanu
- Trg Durbar u Bhaktapuru
- Swayambhunath
- Boudhanath

## Povijest
Dolina Katmandu je politički i kulturno dominirala ovim dijelom Nepala. Njena mitološka i dokumentirana povijest su toliko povezani da ih je teško razdvojiti. Od početka novog vijeka Katmanduom upravljaju Kirati vladari, nakon čega je uslijedila Kichchhavi dinastija, od 3. do 9. stoljeća. Patan je osnovan i proširen u glavni grad do kraja 7. stoljeća, a grad Katmandu je osnovan kasnije, za vrijeme kralja Lichchhavija. Nakon 9. stoljeća, nastalo je mračno razdoblje, sve do 14. stoljeća i dolaska dinastije Mallas, čije je razdoblje važno za procvat nepalske umjetnosti i arhitekture. Oni su se razvili u duhu duhovne usmjerenost prema tantrizmu, čineći ga važnim dijelom ne samo budizma, nego i čiste hindu umjetnosti. Od sredine 13. stoljeća, grad Bhadgaon (Bhaktapur) je napredovao i postao jedan od glavnih trgovačkih centara. Dolina je podijeljena u tri kraljevstva koja su se natjecala između sebe, što je dovelo do usavršavanja umjetničkih izraza sredinom 18. stoljeća. God. 1769. ujedinjenje doline dolazi izvana kada ju je cijelu osvojio prithvi Narayan Shah. On je napravio svoj kraljevski grad Kathmandu i svoju rezidenciju, palaču Hanuman Dhoka. God. 1833. i 1934., dva katastrofalna potresa su razorili dolinu, a neke od spomenika se moralo obnoviti pri čemu se mnogo izvornih elemenata i ukrasa.
Spomenici su teško oštećeni u potresu 25. travnja 2015. godine.

## Vanjske poveznice
- Virtualni obilazak Doline Katmandu, 360 X 180 stupnjeva
- Fotografije Doline Katmandu[neaktivna poveznica]
- 360° panoramske fotografije

Ostali projekti
|  | Zajednički poslužitelj ima još gradiva o temi Dolina Katmandu |